# Les Pages du duc de Vendôme
Les Pages du duc de Vendôme est un ballet-pantomime en un acte de Jean-Pierre Aumer, musique d'Adalbert Gyrowetz, créé à l'Opéra de Paris le 18 octobre 1820. Les principaux interprètes sont Louis Milon, Louis Mérante, Mme Élie, Fanny Bias et Émilie Bigottini.
En 1830, Auguste Bournonville en donne une nouvelle version à Copenhague.